# Keude Panga
Keude Panga is een bestuurslaag in het regentschap Aceh Jaya van de provincie Atjeh, Indonesië. Keude Panga telt 877 inwoners (volkstelling 2010).